# Lukas Salvisberg
Lukas Salvisberg (20 de agosto de 1987) es un deportista suizo que compitió en triatlón. Ganó una medalla de oro en el Campeonato Mundial de Triatlón por Relevos Mixtos de 2009.

## Palmarés internacional
| Campeonato Mundial por Relevos Mixtos | Campeonato Mundial por Relevos Mixtos | Campeonato Mundial por Relevos Mixtos | Campeonato Mundial por Relevos Mixtos |
| Año                                   | Lugar                                 | Medalla                               | Prueba                                |
| ------------------------------------- | ------------------------------------- | ------------------------------------- | ------------------------------------- |
| 2009                                  | West Des Moines (Estados Unidos)      | Medalla de oro                        | Relevo mixto                          |